# Budavári Sikló

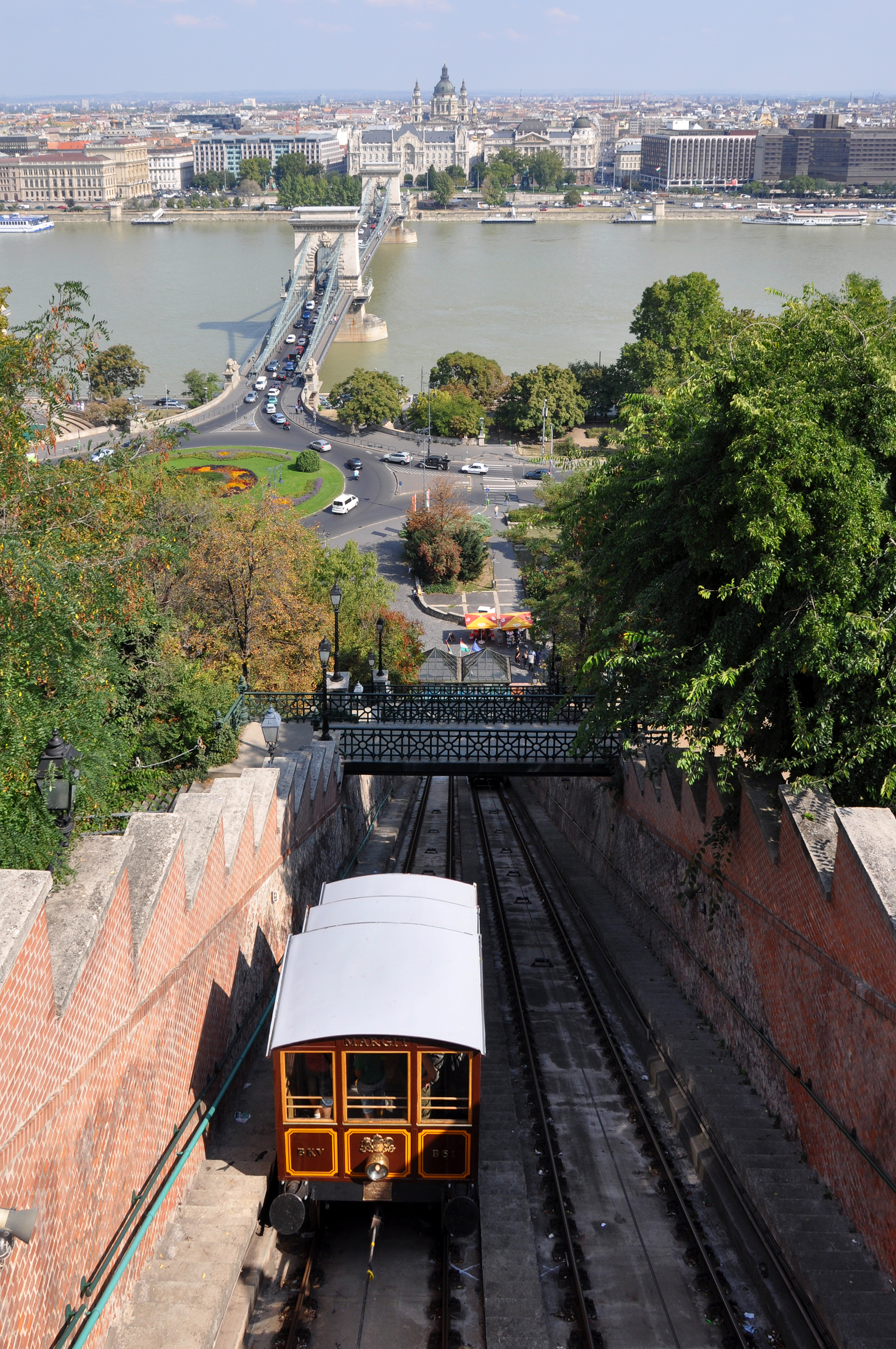
Cotxe BS1 "Margit" del funicular de Budapest, amb el Széchenyi Pont de les Cadenes al fons.

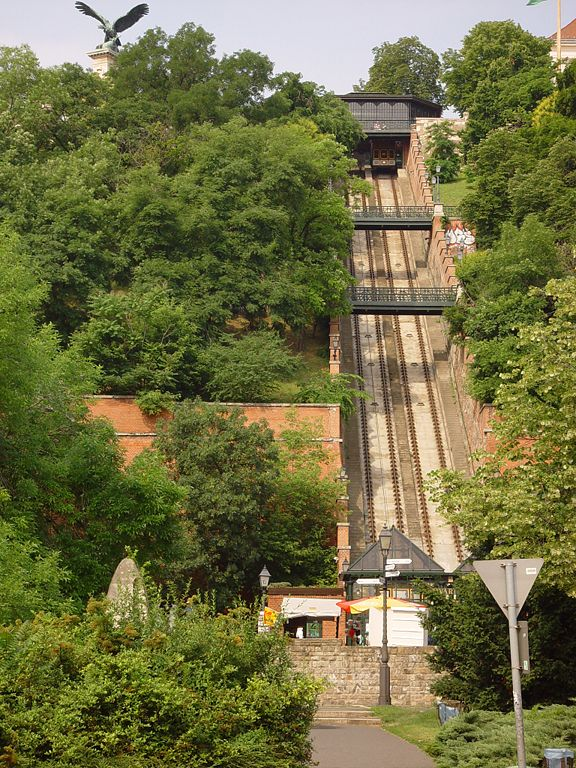
Mirant amunt la línia, mostrant els passos de vianants en forma de ponts.

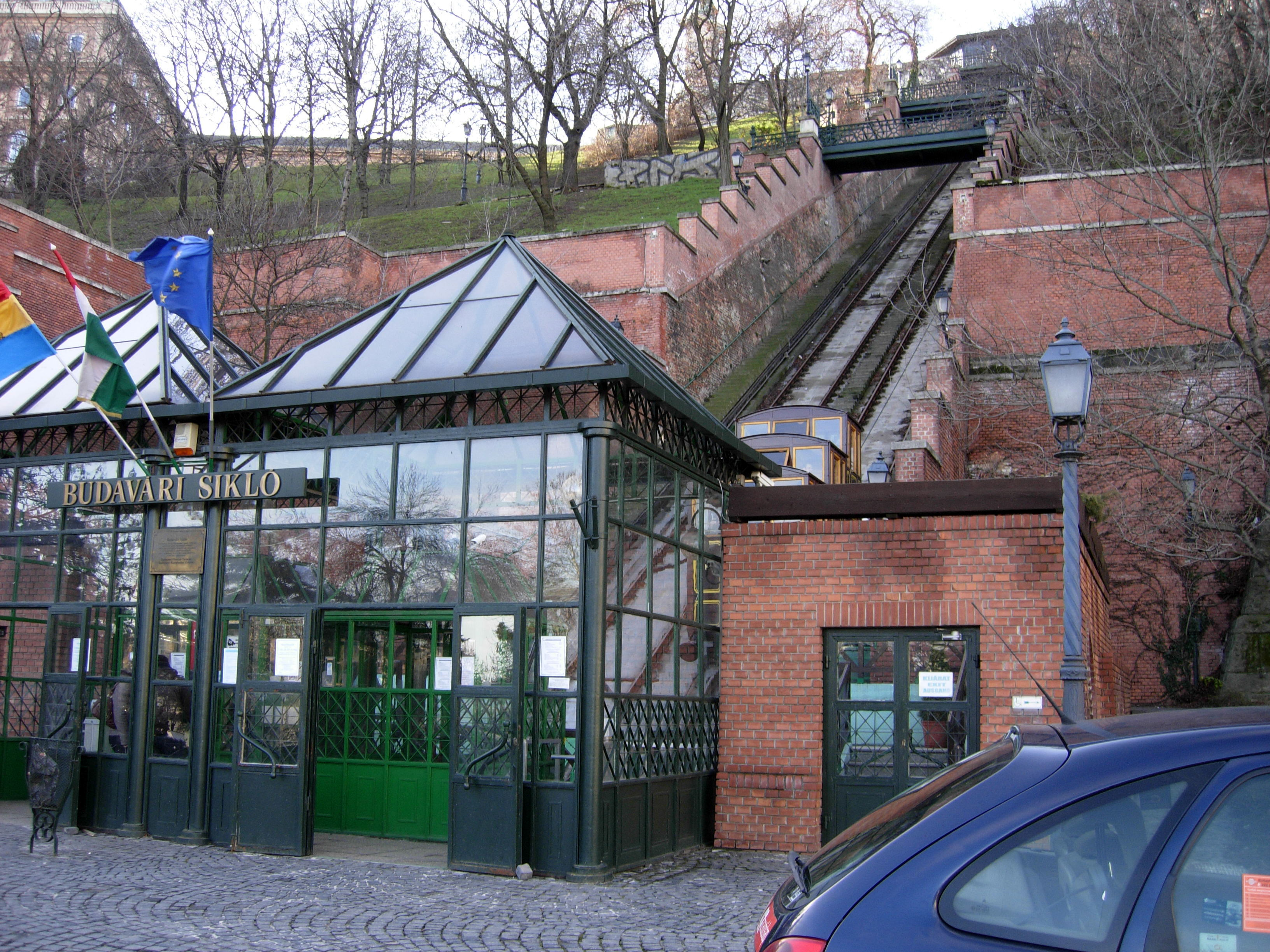
Vista des del davant del funicular

El Funicular del Turó del Castell de Budapest o Budavári Sikló és un remuntador funicular de la ciutat de Budapest, a Hongria. Enllaça la Plaça d'Adam Clark i el Széchenyi Pont de les cadenes del nivell del riu Danubi al Castell de Buda més amunt.
La línia va ser oberta el 2 de març de 1870, i ha estat propietat municipal des del 1920. Va ser destruït durant la Segona Guerra Mundial i reobert el 4 de juny de 1986. Una característica de la línia són els dos passos de vianants que el travessen. Aquests eren presents quan la línia va ser oberta, retirats el 1900 quan el jardí del castell va ser ampliat i reconstruïts amb el disseny original el 1983.

## Història
L'edifici de la línia va ser iniciat el juliol de 1868, el primer trajecte de prova el 23 d'octubre de 1869. El Sikló ha operat pel públic des del 2 de març de 1870. Aquest funicular va ser el segon dins Europa, només Lió va tenir un sistema de transport similar en aquells temps.
Durant la Segona Guerra Mundial els cotxes i les terminals van ser destruïts per bombes.
Els romanents del funicular van ser llavors desmantellats. Més tard es va considerar la substitució amb escales mecàniques. La reconstrucció del funicular va ser decidida l'any 1965, i diversos plans van ser fets, però les feines de construcció van ser retardades. L'any 1975 es va posar en marxa un servei de minibús unint els dos punts de la línia. Va operar fins a l'any 1986, l'any durant el qual el funicular va ser finalment reobert.

## Paràmetres tècnics
La línia té els paràmetres tècnics següents:
- Longitud: 95 metres (312 ft)
- Alçada: 51 metres (167 ft)
- Gradient: 31.75°
- Cotxes: 2
- Capacitat: 24 passatgers per cotxe
- Configuració: pista Doble
- Velocitat màxima: 1.5 metres per segon (4.9 ft/s)
- Ample de via: 1,435 mm (4 ft 8 1⁄2 in) standard gauge
- Tracció: Electricitat
- Temps de viatge: 1 1/2 minuts

## Operador
La línia és operada pel BKV (Mass Transport Company of Budapest), i funciona de 07.30 a 22.00 cada dia.
Està supeditat a un bitllet especial.